# Pawidlaugken
Pawidlaugken, 1938 bis 1945: Bruchdorf (Ostpr.), litauisch Pavydlaukiai, ist ein verlassener Ort im Rajon Krasnosnamensk der russischen Oblast Kaliningrad.
Die Ortsstelle befindet sich vier Kilometer südöstlich von Pobedino (Schillehnen/Schillfelde) am Rande des Hochmoores Bolschije Kusty „Große Sträucher“ (dt. Große Plinis, auch Königsbruch genannt).

## Geschichte

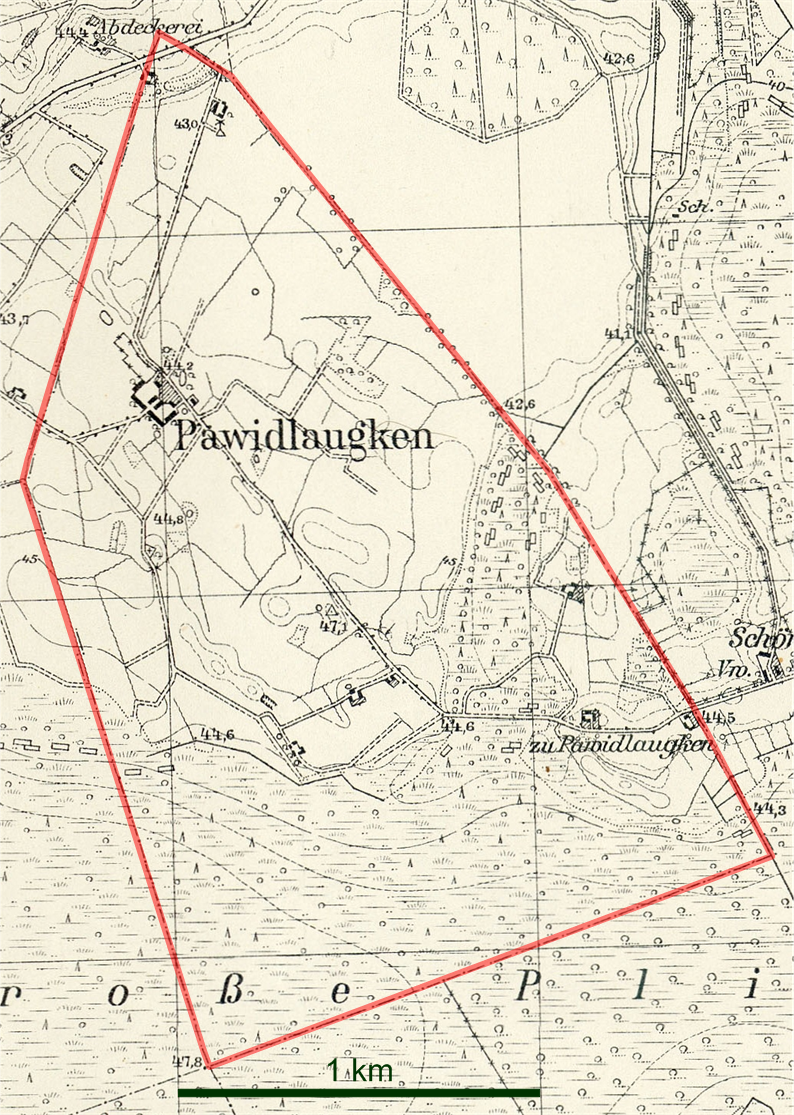
Die Gemeinde Pawidlauken auf einem Messtischblatt von 1936

Der Ort wurde nach 1765 gegründet. Um 1780 war Pawidlaucken ein kölmisches Gut. 1874 wurde die Landgemeinde Pawidlaugken in den neu gebildeten Amtsbezirk Schillehnen im Kreis Pillkallen eingegliedert. 1938 wurde Pawidlaugken in Bruchdorf (Ostpr.) umbenannt. 1945 kam der Ort in Folge des Zweiten Weltkrieges mit dem nördlichen Ostpreußen zur Sowjetunion. Einen russischen Namen erhielt er nicht mehr.

### Einwohnerentwicklung
| Jahr | Einwohner | Bemerkungen                |
| ---- | --------- | -------------------------- |
| 1867 | 81        |                            |
| 1871 | 82        |                            |
| 1885 | 90        |                            |
| 1905 | 59        | davon 6 litauischsprachige |
| 1910 | 65        |                            |
| 1933 | 67        |                            |
| 1939 | 64        |                            |

## Kirche
Pawidlaugken/Bruchdorf gehörte zum evangelischen Kirchspiel Willuhnen. Die katholische Minderheit (1905: 5 von 59 Bewohner) war bis 1930 in Bilderweitschen und dann in Schillehnen eingepfarrt.